# Michael Vick

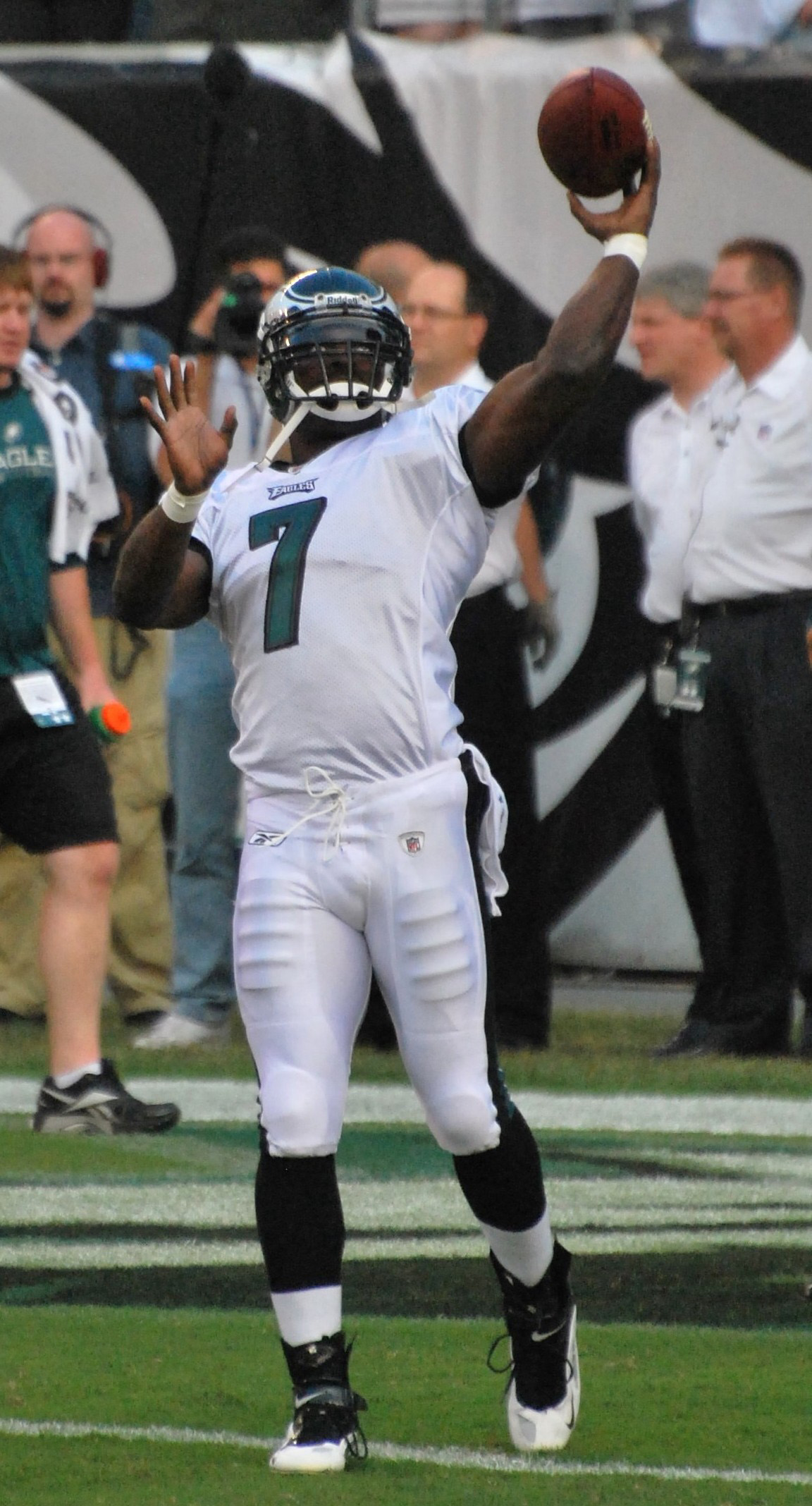
Michael Vick jogando pelo Philadelphia Eagles em 2009.

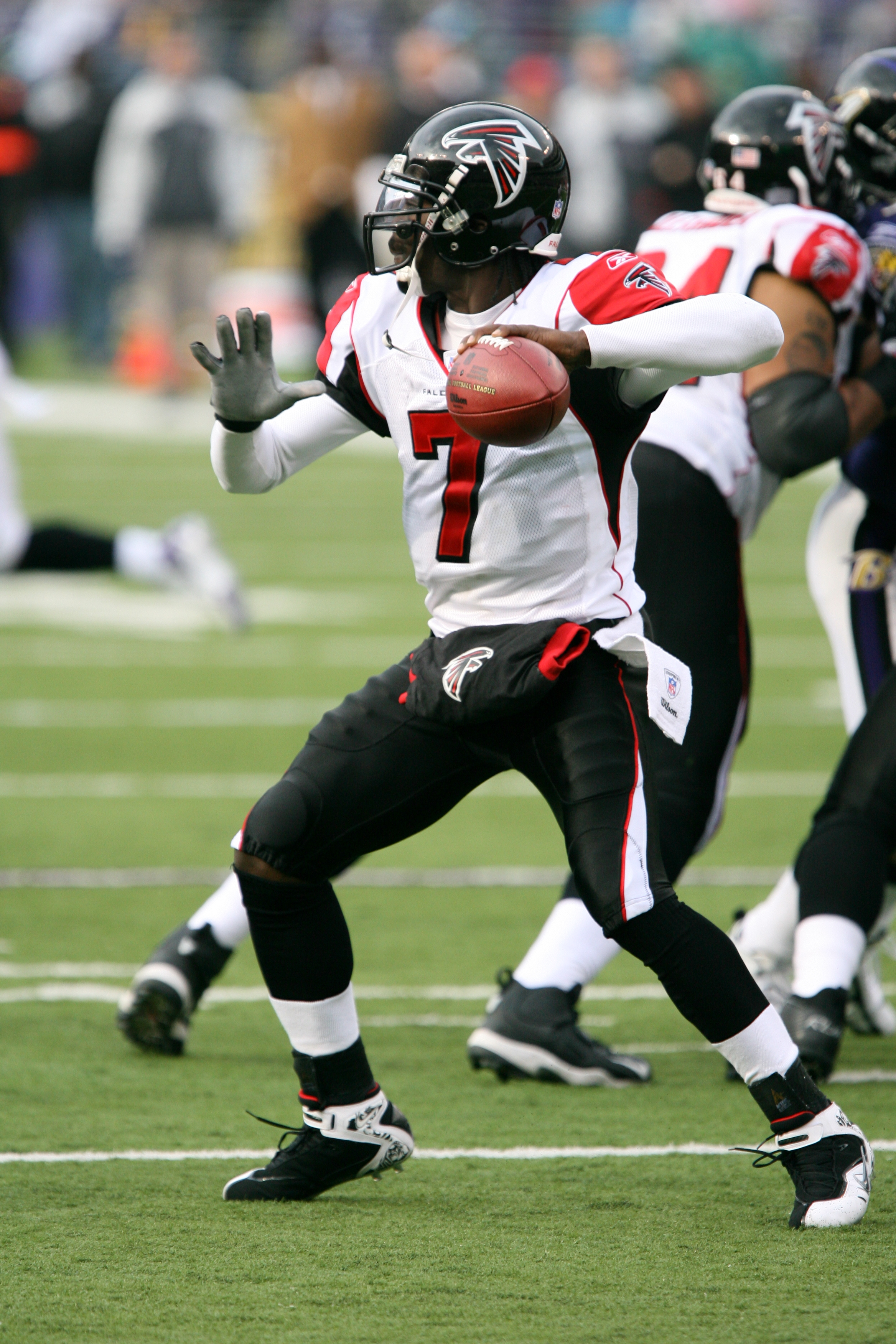
Michael Vick jogando pelo Atlanta Falcons em 2006.

Michael Dwayne Vick (Newport News, 26 de junho de 1980) é um ex jogador de futebol americano que atuava como quarterback na National Football League. Jogou pelo Atlanta Falcons seis temporadas antes de ser preso por ter envolvimento com uma arena ilegal de luta de cães.

## Carreira
Vick nasceu em junho de 1980 em Newport News, filho de pais adolescentes. Ele começou sua carreira como atleta cedo na escola Homer L. Ferguson High School, se destacando em vários esportes, como no atletismo. Ele jogou futebol americano universitário pelo Instituto Politécnico e Universidade Estadual da Virgínia, onde, ainda no ano como novato, ficou em terceiro na disputa pelo Heisman Trophy. No seu segundo ano saiu da faculdade para entrar na National Football League e foi escolhido em primeiro lugar geral pelo Atlanta Falcons no Draft de 2001 da NFL. Tornou-se o primeiro quarterback afro-americano a ser escolhido em primeiro no draft. Em seis temporadas em Atlanta, ganhou popularidade devido a sua performance em campo, e levou o Falcons aos playoffs duas vezes. Vick é o quarto no rank dos quarterbacks em jardas terrestres.
Em abril de 2007, Vick foi implicado em um caso de luta de cães que ele mesmo orquestrava havia cinco anos. Em agosto de 2007, ele se declarou culpado de todas as acusações e ficou 21 meses preso, seguido de dois meses de prisão domiciliar.
Vick acabou perdendo seu contrato na NFL e todos os seus patrocinadores, que combinando com seus gastos absurdos, Vick entrou com pedido formal de falência em julho de 2008. O dono do Falcons, Arthur Blank, não queria mais Vick em Atlanta e depois de não conseguir troca-lo ele dispensou Vick. Ele acabou por assinar com o Philadelphia Eagles e foi re-integrado a liga na Semana 3 da temporada de 2009 onde teve uma boa atuação apesar de todo o tempo em que ficou afastado dos gramados.
Após quatro anos com o Eagles, Vick assinou, em março de 2014, um contrato de um ano (por cinco milhões de dólares) com o New York Jets. Em 2015 ele se transferiu para os Pittsburgh Steelers.
Anunciou sua aposentadoria no começo de 2017.

## Prêmios e recordes
- Vencedor do Archie Griffin de 1999
- Terceiro na votação do Heisman Trophy (1999);
- Sexto na votação do Heisman Trophy (2000);
- Best NFL Player ESPY Award (2003);
- 4× selecionado para o Pro Bowl (2002, 2004, 2005, 2010);
- Galloping Gobbler Award (2005);
- Eagles Ed Block Courage Award recipient (2009);
- Em 2006 se tornou o primeiro quarterback na história da NFL a correr para mais de mil jardas numa temporada;
- Em 2006 se tornou o jogador com a melhor média de jardas por corrida na história da NFL com 8.4;
- NFL Comeback Player of the Year (2010)
- E vários outros recordes e prêmios;